# All These Nights
All These Nights is een nummer van de Britse singer-songwriter Tom Grennan uit 2022. Het is de tweede single van zijn derde studioalbum What Ifs & Maybes.
"All These Nights" is een vrolijk, uptempo popnummer dat volgens Grennan gaat over "dankbaar zijn voor de goede energie en goede mensen om je heen". Het nummer werd een bescheiden hit in Grennans thuisland het Verenigd Koninkrijk, waar het de 37e positie bereikte. In de Nederlandse Top 40 werd de 35e positie gehaald, en in de Vlaamse Ultratop 50 kwam het een plek lager.

## Tracklijst
- Muziekdownload
  1. "All These Nights" - 2:34